# Теорема Рохлина о сигнатуре
Теорема Рохлина о сигнатуре  — теорема четырёхмерной топологии.
Доказана Владимиром Абрамовичем Рохлиным в 1952 году.

## Формулировка
Предположим гладкое замкнутое односвязное 4-мерное многообразие {\displaystyle M} удовлетворяет одному из следующих эквивалентных условий:
- {\displaystyle M} имеет спинорную структуру[англ.]*.
- {\displaystyle w_{2}(M)=0}; то есть, второй класс Штифеля — Уитни равен нулю.
- Форма пересечений {\displaystyle M} чётна.

Тогда сигнатура его формы пересечения делится на 16.

### Замечания
- По теореме Джахита Арфа, любая чётная унимодулярная решетка имеет сигнатуру, кратную 8, поэтому теорема Рохлина влечёт всего лишь одну дополнительную двойку, делящую сигнатуру. По этой причине теорема иногда называется «Рохлинской двойкой»

- Поверхность K3 компактна, четырехмерна и {\displaystyle w_{2}(M)=0}, а её сигнатура равна 16. В частности, делимость в теореме Рохлина невозможно улучшить.

- Комплексная поверхность в {\displaystyle \mathbb {C} \mathrm {P} ^{3}} степени {\displaystyle d} имеет сигнатуру {\displaystyle (4-d^{2})d/3}, что видно из теоремы Фридриха Хирцебруха о роде многообразия. При {\displaystyle d=4} получаем K3-поверхность.

- Многообразие E8 Майкла Фридмана является односвязным компактным топологическим многообразием с {\displaystyle w_{2}(M)=0} и форма пересечения {\displaystyle E_{8}} signature 8. Из теоремы Рохлина следует, что это многообразие не имеет гладкой структуры. В частности теорема Рохлина неверна для топологических (не гладких) многообразий.

- Если многообразие {\displaystyle M} односвязно (или, в более общем случае, если первая группа гомологий не имеет 2-кручения), то  {\displaystyle w_{2}(M)=0} эквивалентно чётности формы пересечения. Для неодносвязных многообразий это не так: поверхность Энриквеса[англ.] представляет собой компактное гладкое 4-многообразие и имеет чётную форму пересечения, но {\displaystyle w_{2}(M)\neq 0}.

## О доказательствах
- Теорема Рохлина может быть выведена из того факта, что третья устойчивая гомотопическая группа сфер {\displaystyle \pi _{3}^{S}} является циклической порядка 24; это оригинальный подход Рохлина.

- Её можно вывести из теоремы Атьи — Зингера об индексе.

- Робион Кёрби дал другое доказательство.